# Halálos fegyver 3.
A Halálos fegyver 3. (eredeti cím: Lethal Weapon 3) 1992-ben bemutatott amerikai akciófilm, amit Richard Donner rendezett, a főszerepeket Mel Gibson, Danny Glover, Joe Pesci, Rene Russo és Stuart Wilson játssza. A film a Halálos fegyver és a Halálos fegyver 2. című filmek folytatása, a Halálos fegyver-sorozat harmadik része.
A film 1992-ben játszódik, hat évvel Riggs (Gibson) és Martaugh (Glover) megismerkedése után. Ezúttal a három évvel korábban megismert Leo Getz (Pesci) és a gyönyörű, ám rendkívül agresszív belügyi nyomozó Lorna Cole (Russo) csatlakozik hozzájuk. Ellenfelük most egy volt Los Angeles-i rendőr, az intelligens, de könyörtelen Jack Edward Travis (Stuart Wilson).

## Cselekmény
Az L.A.P.D. két felügyelője, Martin Riggs és Roger Murtaugh egy épület elé érkeznek, ahol állítólag egy bombát helyeztek el, de a házat már kiürítették. Riggs meggyőzi partnerét, menjenek be és nézzék meg a bombát, míg Murtaugh inkább megvárná a tűzszerészeket. Riggs végül meggyőzi a nyugdíjtól csupán egy hétre lévő Murtaugh-ot és ketten bemennek az épületbe. Megtalálják a bombát, Riggs megpróbálja hatástalanítani, ám nem tudnak dönteni arról, hogy a kék vagy a piros drótot vágja-e el. Riggs végül elvágja a piros drótot, az időzítő pedig begyorsul. A két rendőr kimenekül az épületből egy macskával, akit a garázsból hoztak ki. Az épület felrobban, a tűzszerészek pedig egy perccel később érkeznek meg. Az esetet követően a két zsarut lefokozzák járőrnek.
Az első őrjárat során a duó belekeveredik egy páncélautós lopásba, ami során megállítják a bűnözőket, akiknél golyóálló mellényt is átszakító, különleges lövedékeket találnak. Az egyik elkövetőt a kihallgató szobába zárják, ám egy ismeretlen beszivárgó megöli. A videófelvételek nézése közben azonosítják. A tettes az egykori, brutalitásáról is híres rendőr, Jack Edward Travis. Riggs és Murtaugh alig várja, hogy kivizsgálja az ügyet, ám a rendőrkapitányágon megjelenik egy belügyi felügyelőnő, Lorna Cole.
Riggs és Murtaugh kénytelen együttműködni Lornával. Hamarosan megjelenik Leo Getz is, aki felismeri a videoképernyőn lévő Travis-t. Elmondja, a férfi pár nappal ezelőtt megkérte rá, hogy szerezzen jegyet egy hokimeccsre. A rendőrök odamennek, ám Travis meglóg, Leót pedig eltalálják. Riggs és Murtaugh elhiteti vele, hogy ez egy nagyon komoly sérülés és a kórházban Riggs viccből végbéltükrözést ír neki, ezzel akadályozva Leót abban, hogy kövesse őket.
Egy ebédszünet alatt Riggs észrevesz egy bandát, akik feltehetőleg kábítószert akarnak értékesíteni. A helyszínen tűzharc tör ki, Murtaugh lelő egy MAC-10 géppisztolyos tizenöt éves srácot, aki egyben fiának is a barátja. Murtaugh depressziós lesz, ám ezeket nem mondja el Riggs-nek és saját családjának sem.
Riggs és Cole közben egyesítik erőiket, rátalálnak egy címre, ahonnan feltehetőleg a fegyvereket lopták és odamennek. A háznál egy kutya várakozik, amit Riggs megszelídít, így Lorna behatol a raktárba. Ketten elintézik a gengsztereket és ellopnak egy teherautót, amin egy kisebb fegyverrakomány van. Riggs a kutyát sem hagyja hátra. Lorna házához mennek, ahol különös vonzerő alakul ki közte és Riggs között, így szeretkezni kezdenek.
Riggs ezután meglátogatja Rianne-t, Murtaugh lányát, akit apja hollétéről kérdez. Rianne biztos benne, hogy apja a hajóján bujkál, így Riggs odamegy. Találkozik társával, akivel mély beszélgetésbe kezdenek. Riggs azt mondja Murtaugh-nak, ne kínozza magát, valamint másokkal is törődjön, még azt is bevallja társának, hogy a legjobb dolog kettejük barátsága volt és ennek valószínűleg vége lenne, ha nyugdíjba menne. Riggs-nek végül sikerül lelket öntenie meggyötört társába.
Murtaugh ellátogat Daryl temetésére, ahol a halott fiú anyja megpofozza Murtaugh-ot és arra kéri, találja meg a gyilkost. Riggs-ék megerősítik, hogy a MAC-10-est Travis bandája árusította. Amíg a nyomozók vizsgálják az ügyet, Travis elrabolja Ed Murphy kapitányt és ketten a rendőrség alagsorába mennek. A trió megjelenik és tűzharc tör ki, ezután Riggs egy rendőrségi motorral utánuk megy, ám az üldözés meghiúsul, mikor Riggs lezuhan egy építésben lévő hídról. Ezután az építésben lévő lakóövezetbe mennek, ahol ugyancsak tűzharc tör ki, a házat felgyújtják, Travis egy kotrógéppel hajt a megsebesült Riggs felé. Murtaugh odadobja a Daryltől szerzett páncéltörő lövedékes MAC-10-est Riggsnek, akinek így a gépet átlyuggatva sikerül likvidálnia Travis-t. Riggs odaszalad Lornához, aki két golyóálló mellényt vett fel, így némiképp sikerült felfognia a lövedékeket.
Miközben Riggs várja, hogy Lornát elszállítsa a helikopter, bevallja a nőnek, hogy szereti. Lorna azt hiszi, Riggs-et is el fogja veszíteni, mint a többi barátját, ám a férfi biztosítja hogy nem így lesz és megcsókolja. Az első nyugdíjjal telt napon Murtaugh meggondolja a nyugdíjazási dolgot, és úgy dönt, Riggs mellett marad, partnereként és barátjaként.

## Megjelenések

### Mozi, videó, DVD
A film a moziforgalmazást követően 1993. május 13-án jelent meg VHS-en, szinkronizáltan, majd 2001. december 11-én DVD-n, de magyar hangsáv nélkül, csak felirattal, a sorozat többi tagjával együtt. A lemezen a rendezői változat volt megtalálható, ami több perccel egészítette ki az eredeti filmet, ezenfelül pedig az összes jelenet vágatlan volt. Évekkel később a Warner Home Video kiadta az első két filmet szinkronosan, ezek a Kerülj szinkronba! sorozatban kaptak helyet, melyben már korábban kiadott, feliratos filmeket szinkronosan jelentettek meg újra. Az előzményekhez hasonlóan ez a kiadás is új szinkront kapott, de lényegében ugyanazokkal a színészekkel. Az első két rész 2006. április 11-én jelent meg, ezt követte a harmadik és negyedik rész, 2006. május 9-én.

### Blu-ray
A Blu-ray változat 2006-ban került kiadásra az Amerikai Egyesült Államokban, de jelenleg csak az első és a második rész kapható ebben a formátumban. Magyarországon egyelőre nem kapható.

## Szereplők
| Színész       | Szereplő        | Magyar hang (1. szinkron) | Magyar hang (2. szinkron) | Információ |
| ------------- | --------------- | ------------------------- | ------------------------- | --- |
| Mel Gibson    | Martin Riggs    | Sörös Sándor              | Sörös Sándor              | Los Angelesi rendőrtiszt, aki már hatodik éve szolgál együtt barátjával Murtaugh őrmesterrel. Lakása még mindig a tengerparton található, jelleme nem sokat változott a korábbiakhoz képest. |
| Danny Glover  | Roger Murtaugh  | Kránitz Lajos             | Kránitz Lajos             | Riggs társa, aki már belefáradt a bűnüldözésbe és a nyugdíjra készülődik. Továbbra is távol akar maradni a szorult és kemény helyzetektől, ám erre most sem lát sok esélyt. |
| Joe Pesci     | Leo Getz        | Reviczky Gábor            | Reviczky Gábor            | Korábbi pénzmosó, aki ezúttal jó útra tért és ingatlanügynökként dolgozik. A sors fura fintoraként ismét belekerül Riggs és Murtaugh életébe és mint korábban, most sem hagyja őket békén. |
| Rene Russo    | Lorna Cole      | Orosz Helga               | Orosz Helga               | Belügyi nyomozó, akit a páncéltörő lövedékes ügy miatt küldenek a Los Angeles-i rendőrkapitányságra. Az ügyet természetesen neki adják, ám együtt kell működnie a balhés párossal is, akiknek eleinte nem hajlandó elárulni az ügy részleteit. Később romantikus kapcsolatba kerül Riggs-el, nagy vonzódás alakul ki kettejük közt. |
| Stuart Wilson | Jack Travis     | Orosz István              | Orosz István              | Volt Los Angeles-i rendőrtiszt, aki korábban nagyon kegyetlenül és keményen bánt mind a bűnözőkkel, mind az ártatlanokkal. Több évvel ezelőtt nyomtalanul eltűnt, azóta különböző bűnbandákat alakított, legújabb terve a pénz tisztára mosása és illegális fegyverek árusítása.                                                    |
| Steve Kahan   | Ed Murphy       | Perlaki István            | Perlaki István            | Az LA-i rendőrség kapitánya, aki kénytelen együttműködni a belügyisekkel a rendkívüli ügy megoldásában. Ismét Riggs és Murtaugh pártját fogja, valamint később szembe kerül régi ellenségével, Travisszel is. |
| Darlene Love  | Trish Murtaugh  | Bessenyei Emma            | Bessenyei Emma            | Murtaugh felesége, aki már nagyon várja férje nyugdíjazását. |
| Traci Wolfe   | Rianne Murtaugh | Somlai Edina              | Roatis Andrea             | Murtaugh lánya, aki színésznőként kezdett dolgozni és rendkívüli ajánlatot kapott egy akciófilmben. Riggs-nek köszönhetően még a fizetését is felemelték. |
| Damon Hines   | Nick Murtaugh   | Bartucz Attila            | Minárovits Péter          | Murtaugh fia, aki kezd rossz társaságba keveredni, mivel egyik barátja Daryl bűnözői életet él és drogot árusít. Daryl halála után egyáltalán nem hibáztatja apját és tudatja vele, hogy még mindig szereti. |
| Delores Hall  | Dolores         | Mányai Zsuzsa             | Kocsis Mariann            | fegyveres női sofőr, megszállottan üldözi Murtaugh őrmestert a szerelmével |

## Produkció

### A forgatókönyv és az előkészületek
A film előkészületei 1990-ben kezdődtek meg, a forgatókönyvet a második részért felelős Jeffrey Boam, valamint Robert Mark Kamen írta. Bizonyos források szerint az első rész írója Shane Black is felajánlotta magát a film megírására, ám a producerek visszautasították. Black ekkortájt Az utolsó cserkész, az Utánunk a tűzözön és Az utolsó akcióhős című szkripteken dolgozott. Boam a forgatókönyv első változatát egyedül írta, ez egy kicsit eltért a végső vázlattól. Az első szkriptben Joe Pesci karaktere Leo Getz egyáltalán nem jelent meg, csupán egy jelenetben került említésre, eszerint otthagyta Los Angelest és New Yorkba ment, hogy felhagyjon bűnözői életével. Jeleneteit végül akkor írták meg, mikor egy másik író Robert Mark Kamen csatlakozott Boam-hez és egyúttal nagyban ki is segítette őt. Kamen több jelenetet is írt Riggs és Lorna szerepeltetésével, aminek cselekménye során a két szereplő a jelentésekről beszélget és viccelődik, mindezt a nő autójában. A végső fázisokban Carrie Fisher szkript-doktorként részt vett a forgatókönyv írásában.
Ezután a szereplőket választották ki, természetesen Gibson-t és Glover-t is rögtön leszerződtették, hozzájuk került Joe Pesci is és a sorozatban új szereplőként debütáló Rene Russo is. A főellenség Jack Travis szerepére eredetileg Robert De Niro volt esélyes, ám végül Stuart Wilson játszhatta el a gonosz volt rendőrt.
1991 augusztusától, 1991 októberéig csinálták meg és helyezték el a robbanóanyagokat az orlandói városházán, hogy azt a film elején felrobbantsák. Az épület felrobbantásánál a készítők a King Kong című film óriásmajmának üvöltését is felhasználták, mint audioeffektet. A film promotálása érdekében a marketingesek egy 3D-s plakátot készítettek, amin Riggs és Murtaugh pózolnak fegyvereikkel, miközben Leo Getz kukucskál a háttérből. A készítők beépítettek egy szerkezetet, ami a hátteret mozgatta, így Leo le és fel mozgott a két főszereplő háta mögött. A marketingesek a plakát készítésénél elkövettek egy apró hibát, mivel a film íróinak felsorolásánál Jeffrey Boam nevét a kelleténél eggyel többször írták ki (Story by Jeffrey Boam Screenplay by Jeffrey Boam and Jeffrey Boam & Robert Mark Kamen). Miután a plakátokat kiküldték, a WGA kapcsolatba lépett a marketinges osztállyal és arra kérték őket, hogy az összes posztert hívják vissza és semmisítsék meg. Ennek ellenére néhány ilyen plakát még mindig létezik.
Richard Donner állat-védő és jogi aktivista, ezért sok plakátot és képet is tett a filmbe ebben a témában. A pólón, amit Murthaugh lánya hord néhány jelenetben, (a színésznő saját ötlete volt), egy 18-Wheels-es bunda-ellenes szlogen van, a rendőrkapitányságon pedig egy szintén ilyen témájú matrica található. Az Összeesküvés elmélet című másik Donner rendezte filmben is találhatók hasonló elemek.

### Forgatás és filmbeli utalások
Az épület, amit a stáblista után robban fel, valójában a Hotel Soreno a Floridai St. Petersburg-ban. A lakóövezet, ami a film során látható Lancasterben, Kalifornia államban kezdtek építeni az 1990-es évek elején, de a cég csődbe ment. Ezután a stábnak engedélyt adtak, hogy ott forgassanak és egyben azt is megengedték, hogy lerombolják a házat. A lakóövezeti lövöldözés, ami a film végén látható, 1992 januárjában vették fel. Az egyedüli hőforrás a tűz volt, mivel a jelenetet helyszíne a sivatag volt, amit megnehezítette a dolgokat, mivel éjszaka forgattak, ezért a hőmérséklet 11 fok alatt volt. Bill Frederick, a floridai Orlando polgármestere játszotta azt a rendőrt, aki beszól Riggs-nek és Murtaugh-nak az épület felrobbantása után.
Murtaugh és Riggs a film egyik jelenetében egy mozi mellett hajtanak el, ahol a Radio Flyer – Repül a testvérem című film plakátja látható. A filmet Richard Donner rendezte. Murtaugh hajójának "code 7" a neve, ez valójában egy Los Angeles-i rendőrség által használt kód, ami ebédszünetet takar. Ez az az egyetlen Halálos fegyver-film, amiben az ellenfelek nem törnek be a Murtaugh-család otthonába. A hokijáték ami az egyik jelenetben látható a Los Angeles Kings és a Toronto Maple Leafs között játszódik. A pulóvereken lévő feliratok és logók Riggs jégre lépésével megváltoznak kitalált logókká.
Martin Riggs, azaz az őt alakító Mel Gibson a filmben kutyaeledelt eszik, mivel le akar szokni a dohányzásról. Gibson karrierjében ez nem először fordult elő, ugyanis a Mad Max 2 – Az Országúti Harcos című filmben szintén bele kellett kóstolnia a kutya-konyha remekeibe, a túlélés érdekében.
Nem ez az egyetlen eset, mikor utalás történik Gibson másik híres karakterére A páncél-autós üldözésnél, mikor a sofőr Delores és Murtaugh követi Riggst, a fekete nő "Road Warrior"-nak hívja magát. A Road Warrior, azaz az Országúti Harcos a Gibson által életre keltett karakter Mad Max másik neve, a Mad Max és a Mad Max 2 című filmekből.
A játék, ami Lorna Cole számítógépén van a "The Three Stooges" az Activision és a Cinemaware kiadásábab. Martin Riggs The Three Stooges fanatikus rajongója, a számítógépe pedig egy Amiga 500. Lorna számítógépe amúgy egy 1991-es Compaq.
A robbantásos jelenet után Riggs-et és Murtaugh-ot leképzik járőrnek, ezután a páros arról vitatkozik, hogy Riggs a rossz drótot vágta el. A jelenet alatt Riggs először a kéket akarta elvágni, majd a piros mellett döntött. Viszont a cselekmény során nem derül ki, hogy Riggs valójában melyiket vágta el. Mindazonáltal, a szélesvásznú verzióban tisztán látható, hogy a pirosat vágja el.

### Utalás a sorozat korábbi részeire
A filmben található néhány utalás az előző részekre is, valószínűleg ez annak tudható be, hogy a film forgatókönyvírója az a Jeffrey Boam volt, aki a második részt is írta. Az első utalás rögtön a film eleji bombahatástalanítós jelenetben található. A bomba deaktiválása közben Riggs megkérdezi Murtaugh-ot, hogy emlékszik-e a még a "klotyós bombára". Ez utalás a Halálos fegyver 2-re, ahol a bűnözők egy bombát helyeztek a Murtaugh-család vécéjébe. A következő utalást Leo Getz dobja be, abban a jelenetben, mikor házaló ügynökként megjelenik a Murtaugh család házában, hogy meséljen egy-két dolgot a leendő vevőknek. Leo megemlíti, hogy egy "nepper" hatolt az épületbe és tönkretette a nappalit, ami az első részben történt, valamint ő is kitér a vécé-bombára. A jelenetben mikor Riggs és Lorna egymás sebhelyeit mutogatják egymásnak, Riggs-en látható egy sebhely a mellkasán és lábán, ezeket a sebeket a második részben szerezte (ez a sebhely-mutogatós jelenet egyébként a Cápa című filmre is utal egyben).

## Fogadtatás
A 35 millió dolláros film hazájába, az Amerikai Egyesült Államokban 145 millió dollár bevételt produkált. Ez egy kicsit kevesebb volt, mint a 150 milliót termelt előző rész, ám 1992 második legsikeresebb nyári filmje lett (a Batman visszatér után) és az ötödik legsikeresebb film lett ebben az évben, világszerte pedig a legtöbb pénzt hozó rész lett a négy film közül.
Bevételi szempontból sikeres volt a film, ennek ellenére a kritikai reakciók az első két résszel összehasonlítva igen vegyesek voltak. Bár a film cselekménye is humora rendkívül szembetűnő és szórakoztató, kritizálták azért, hogy a más bevált klisét alkalmazza és a képlet majdnem ugyanaz, mint a korábbi részek esetében. További kritikák érték Leo Getz-et is, aki a Halálos fegyver 2-ben debütált, mivel sokak szerint szerepeltetése teljesen felesleges, vagy nagyon kevés volt.
Mindazonáltal a filmnek még mindig voltak ütős elemei. Ezek közül az egyik volt Lorna Cole megjelenése, akit egyfajta női Martin Riggs-ként festettek le. Továbbá a nyitó és a befejező képsorokról azt tartják, hogy az egyik legjobb jelenet a sorozatból. A film a Rotten Tomatoes honlapon 59%-ot kapott, ami az első két részt nézve kissé alacsony, az Internet Movie Database-on 6.5 csillagra áll. A film hatalmas sikerét követően a Warner Bros. Mel Gibson-nak, Danny Glover-nek, Joe Pesci-nek, Rene Russo-nak, Joel Silver producernek, Richard Donner rendezőnek és Jeffrey Boam írónak egy vadonatúj fekete Range Rover-t ajándékozott hálául a film magas bevételeinek.

## Filmzene
A filmben szereplő "It's Probably Me" című dalt Sting adta elő, a "Runaway Train"-t pedig Elton John és Eric Clapton.